# Melodie Monrose
Melodie Monrose es una modelo de Martinica.

## Carrera
Empezó su carrera como modelo en 2010 a la edad de 18, cuando fue descubierta por la agencia local, Your Angels Models.  Tan solo unas semanas de firmar con  dicha agencia Monrose empezó a trabajar para Wilhelmina en Nueva York y Silent models en París.  Debutó en la temporada primavera/verano 2011 en Nueva York, Monrose desde entonces ha desfilado para Michael Kors, Bottega Veneta, Lanvin, Miu Miu, e Yves Saint Laurent.  Después de dicha temporada fue posicionada en el top nuevas modelo por Style.com, Models.com, y COACD.  En julio de 2011 Monrose dejó Wilhelmina por Silent models.
Monrose ha aparecido en Vogue Italia, Harper's Bazaar, Vogue Turquía, Interview, Dazed & Confused y V Magazine.  Ha sido fotografiada por Mario Testino para una campaña de D&G en 2011.